# 圣罗芒 (德龙省)
圣罗芒（法語：Saint-Roman，法語發音：[sɛ̃ ʁɔmɑ̃]）是法国德龙省的一个市镇，位于该省东部，属于迪镇区。

## 地理
圣罗芒（44°41'29"N, 5°25'58"E）面积7.1 平方千米，位于法国奥弗涅-罗讷-阿尔卑斯大区德龙省，该省份为法国东南部内陆省份，北起顺时针与伊泽尔省、上阿尔卑斯省、上普罗旺斯阿尔卑斯省、沃克吕兹省和阿尔代什省接壤。
与圣罗芒接壤的市镇（或旧市镇、城区）包括：迪瓦地区索洛尔、巴尔纳沃、拉瓦勒代克斯、芒格隆、迪瓦地区蒙莫尔、迪瓦地区沙蒂永。

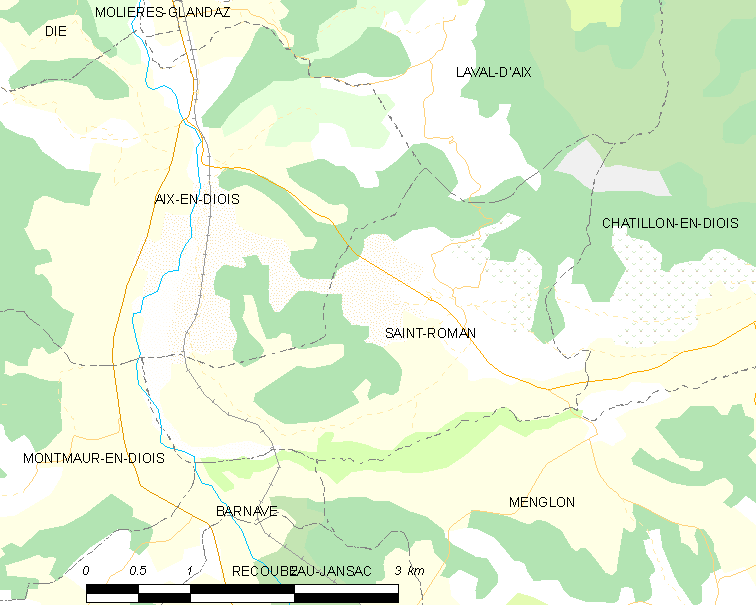
的OSM定位图

圣罗芒的时区为UTC+01:00、UTC+02:00（夏令时）。

## 行政
圣罗芒的邮政编码为26410，INSEE市镇编码为26327。

## 政治
圣罗芒所属的省级选区为迪瓦县。

## 人口

1962-2008年间人口变化图示

圣罗芒于2022年1月1日时的人口数量为231人。